# ألفرد أرتيجا
ألفرد أرتيجا (بالإنجليزية: Alfred Arteaga)‏ هو شاعر أمريكي، ولد في 1950، وتوفي في 4 يوليو 2008.